# Snarsmon

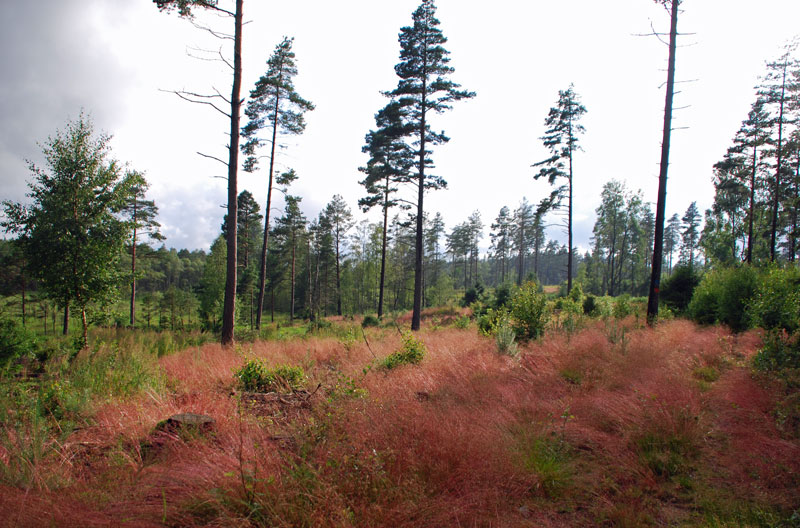
Snarsmon. Husgrunder i slänten centralt i bilden.

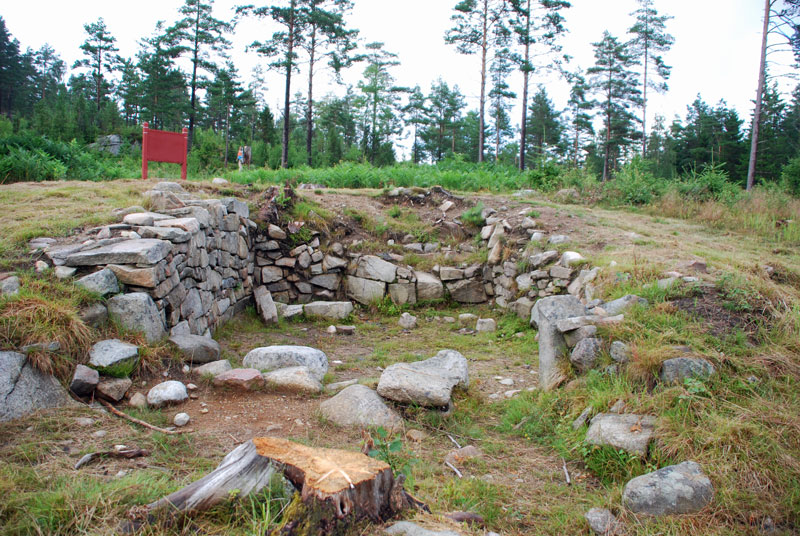
Utgrävd och rekonstruerad husgrund.

Snarsmon är ett skogsområde beläget i Tanums kommun, Västra Götalands län, lite drygt 3 kilometer nordväst om Vassbotten,  på gränsen mellan Sverige och Norge. Området ligger cirka 400 meter in i Sverige.
På topografiska kartan och bland lokalbefolkningen är området även benämnt Tattarstaden. På topografiska kartan är namnet felplacerat. Området ligger omkring 400 meter norr om markeringen på kartan.
I området finns rester av en tillfällig bosättning för medlemmar av resandefolket. Området har undersökts och grävts ut under åren 2003 - 2006

## Historia
Under slutet av 1800-talet kom grupper av resandefolk, som rörde sig över gränsen mellan Sverige och Norge, att anlägga fastare bosättningar som kojor och backstugor i området. 
Denna typ av primitiva bosättningar för resande finns på flera ställen i Europa. 
Den muntliga traditionen om bosättningen på Snarsmon levde fortfarande kvar hos såväl medlemmar av resandefolket som haft släktingar i byn som hos lokalbefolkningen. Det är oklart när bosättningen först etablerades, men så mycket finns nedtecknat att det kan fastslås att byn var bebodd under andra hälften av 1800-talet. Bland andra berättar Karl Sjöblom, folkskollärare i Naverstad socken, om sina besök i byn i slutet av 1800-talet. Enligt berättelserna avhystes byns innevånare kring 1910 av länsman i socknen, detta efter upprepade klagomål från boende i byns närhet. Enligt några berättelser skall husen ha rivits i samband men avhysningen.

## Etymologi
Snars används här i betydelsen snarvei, genväg. 